# Medalla Charles Goodyear
La medalla Charles Goodyear es el más alto honor conferido por la Sociedad Química Americana, División de Caucho. Creado en 1941, el premio lleva el nombre de Charles Goodyear, el descubridor de la vulcanización, y consiste en una medalla de oro, un certificado enmarcado y un premio en metálico. La medalla honra a individuos por "una invención, innovación o desarrollo sobresaliente que haya resultado en un cambio o contribución significativa a la naturaleza de la industria del caucho". Los galardonados dan una conferencia en una reunión de la División del Caucho de la ACS y publican una reseña de su trabajo en la revista científica de la sociedad Rubber Chemistry and Technology.

## Destinatarios
Fuente:

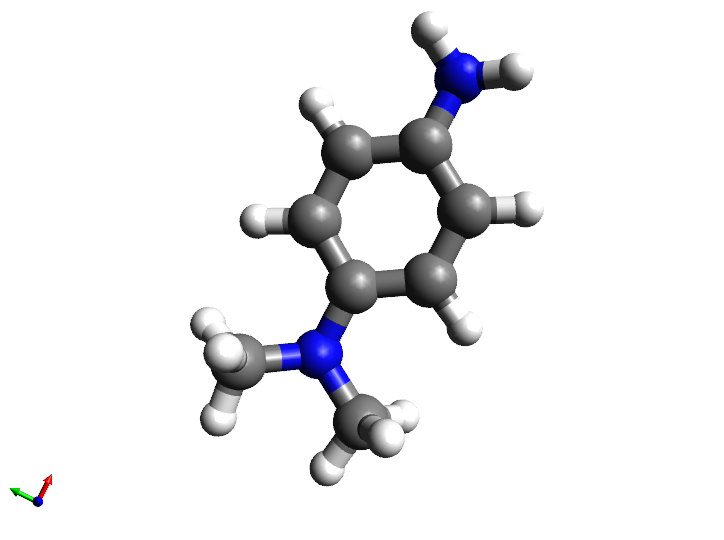
Los investigadores de Diamond Rubber Co., David Spence y George Oenslager, desarrollaron la paraaminodimetilanilina como acelerador de la vulcanización en 1912.

- 1941 David Spence: investigador de Diamond Rubber Co. conocido por sintetizar isopreno para su uso en caucho sintético.
- 1942 Lorin B. Sebrell: director de investigación de Goodyear destacado por su trabajo sobre aceleradores orgánicos para la vulcanización.
- 1944 Waldo L. Semon: desarrollador temprano de caucho sintético, en particular Ameripol para BF Goodrich
- 1946 Ira Williams - DuPont desarrollador de neopreno
- 1948 George Oenslager: químico de BF Goodrich conocido por ser pionero en la química del acelerador de vulcanización
- 1949 Harry L. Fisher: 69.º presidente nacional de la American Chemical Society y autoridad en la química de la vulcanización.

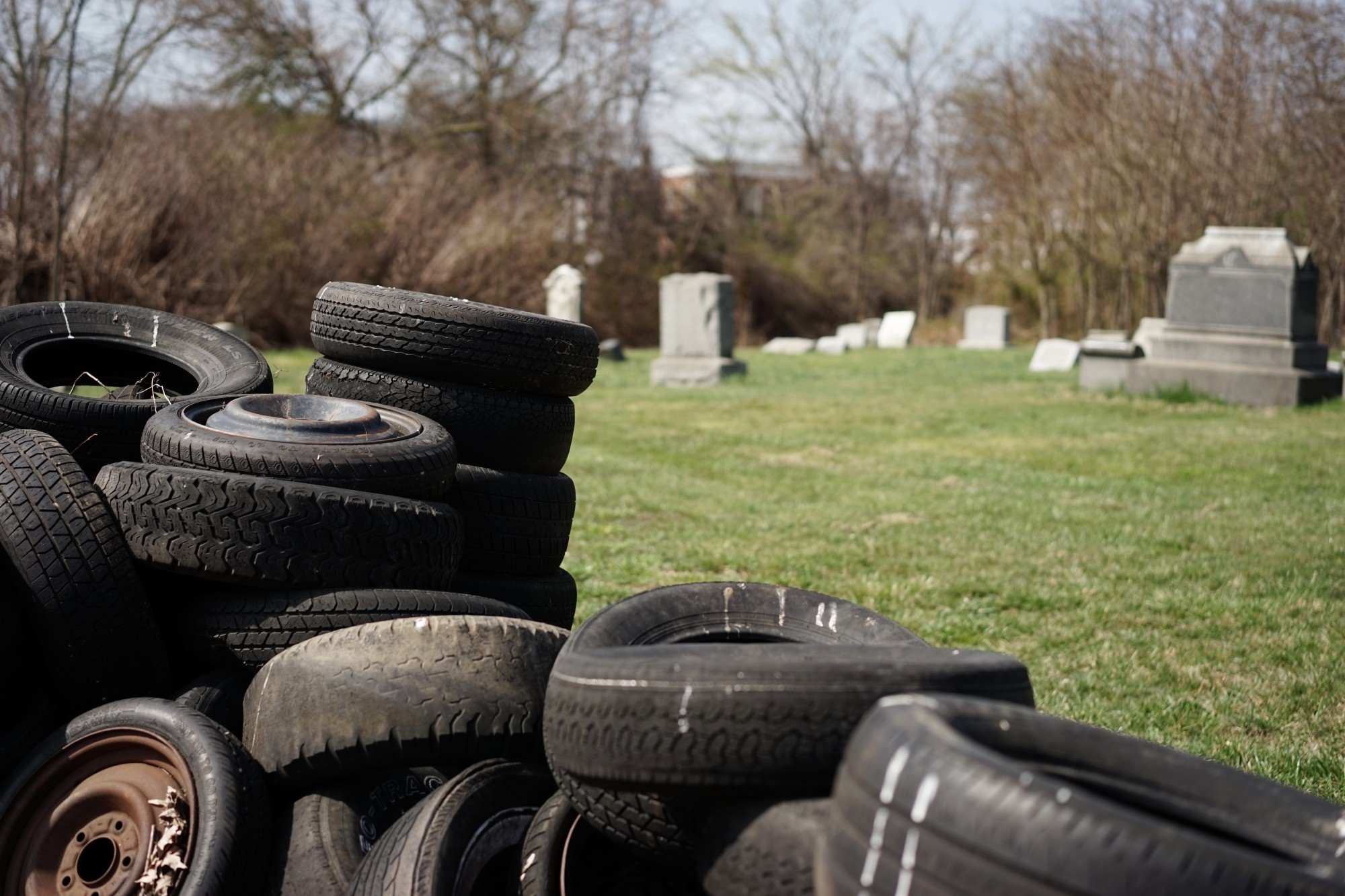
El envejecimiento oxidativo fue uno de los primeros retos de la industria del caucho. Carroll C. Davis, William C. Geer, Sidney M. Cadwell y Herbert A. Winkelmann hicieron importantes contribuciones a las pruebas y estrategias de composición para el envejecimiento.

- 1950 Carroll C. Davis: primer editor de Rubber Chemistry and Technology, y creador de la primera prueba práctica de envejecimiento por oxígeno en la industria y del uso de antioxidantes en el caucho
- 1951 William C. Geer: pionero de BF Goodrich en el estudio del envejecimiento del caucho y desarrollador de los primeros sistemas de descongelación de aeronaves.
- 1952 Howard E. Simmons: químico de Dupont que descubrió la reacción de Simmons-Smith
- 1953 John T. Blake: director de investigación de la empresa Simplex Wire and Cable, pionero en la comprensión del caucho como aislante eléctrico.
- 1954 George S. Whitby: director del laboratorio de caucho de la Universidad de Akron, durante muchos años el único profesor de química del caucho en los EE. UU.
- 1955 Ray P. Dinsmore: pionero de Goodyear en el uso de rayón como material de refuerzo en neumáticos para automóviles.
- 1956 Sidney M. Cadwell: investigador de la United States Rubber Company, destacado como descubridor de antioxidantes para el caucho.
- 1957 Arthur W. Carpenter: expresidente de ASTM, conocido por sus contribuciones al control de calidad del caucho.
- 1958 Joseph C. Patrick - Thiokol Chemical Company inventor del primer elastómero sintético estadounidense - Thiokol (polímero)
- 1959 Fernley H. Banbury: ejecutivo de Farrel Corporation e inventor del mezclador Banbury

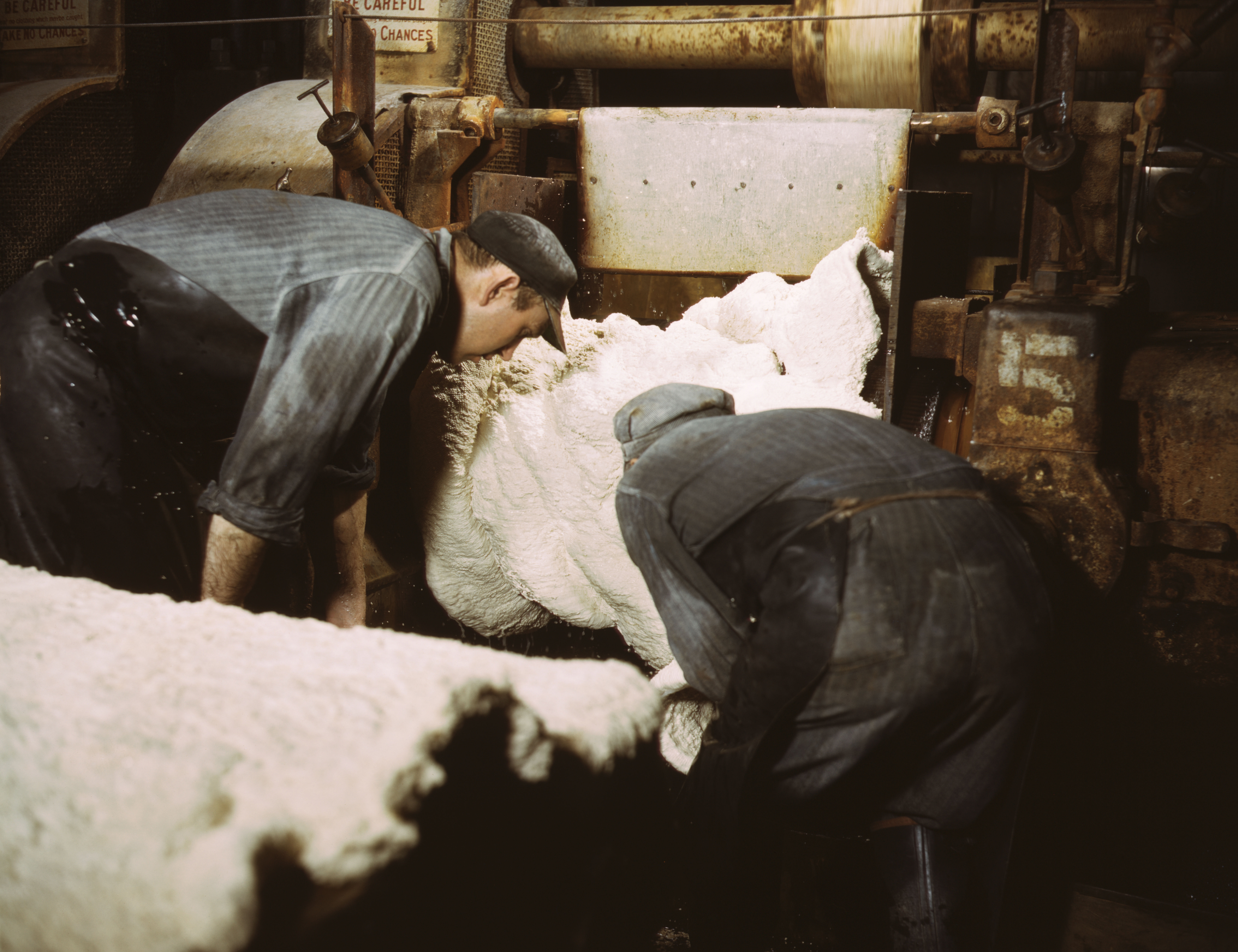
Lámina de caucho sintético saliendo del tren de laminación en la planta de Goodrich (1941). Muchos medallistas de Goodyear hicieron importantes contribuciones a los cauchos sintéticos: David Spence, Ira Williams, Joseph C. Patrick, William J. Sparks, Robert M. Thomas, Frederick W. Stavely, Arnold M. Collins, Otto Bayer, Earl L. Warrick, James D. D'Ianni, Samuel E. Horne, Jr. y Roderic Quirk

- 1960 William B. Wiegand: investigador de Columbian Carbon Co. que demostró el efecto del tamaño de las partículas de negro de carbón en el refuerzo de caucho
- 1961 Herbert A. Winkelmann: desarrollador de BF Goodrich del primer antioxidante comercialmente factible
- 1962 Melvin Mooney - Físico y reólogo de United States Rubber Company responsable del viscosímetro Mooney y la relación constitutiva sólida Mooney-Rivlin
- 1963 William J. Sparks: químico de Exxon y coinventor del caucho de butilo
- 1964 Arthur E. Juve: director de tecnología de BF Goodrich que desarrolló composiciones de caucho resistentes al aceite, pruebas de laboratorio para bandas de rodadura de neumáticos y mejoras en la fabricación de productos de caucho y el procesamiento de caucho sintético[5]
- 1965 Benjamin S. Garvey: trabajó para BF Goodrich y Pennsalt Chemicals. El Dr. Garvey desarrolló el "Proceso de evaluación de 10 gramos".
- 1966 Edward A. Murphy: investigador de Dunlop al que se le atribuye la invención de la espuma de látex, comercializada por primera vez como Dunlopillo[6][7]
- 1967 Norman Bekkedahl: pionero en la comprensión de la transición vítrea en elastómeros y exjefe adjunto de la División de Polímeros en la Oficina Nacional de Normas
- 1968 Paul J. Flory - Universidad de Cornell pionero en la química física de macromoléculas, más tarde premio Nobel
- 1969 Robert M. Thomas - químico de Exxon y co-inventor del caucho de butilo

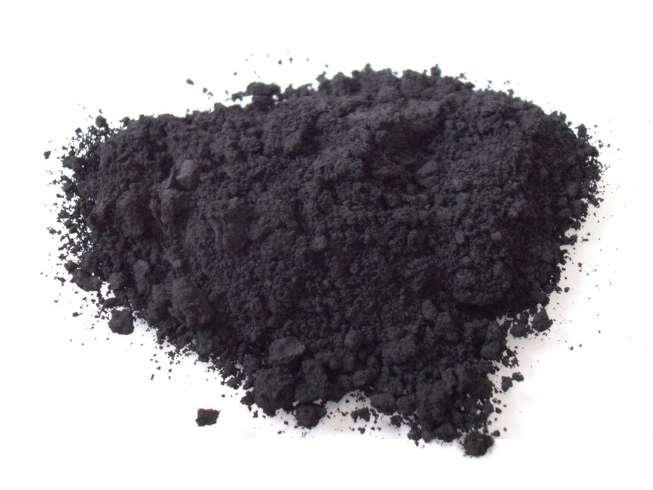
George Oenslager, William B. Wiegand, Joseph C. Krejci, Siegfried Wolff y Jean-Baptiste Donnet fueron los pioneros en el uso de negro de humo y sílice como relleno para el caucho.

- 1970 Samuel D. Gehman: físico de Goodyear destacado por el desarrollo de una medición basada en el módulo de la temperatura de Transición Vítrea del caucho[8][9]
- 1971 Harold J. Osterhof: inventor de Pliofilm, una película fundida de clorhidrato de caucho plastificado y director de investigación en Goodyear Tire & Rubber Co.
- 1972 Frederick W. Stavely: investigador de Firestone responsable del desarrollo del poliisopreno sintético, también conocido como "goma de coral".
- 1973 Arnold M. Collins: desarrollador de policloropreno en DuPont[10]
- 1974 Joseph C. Krejci: investigador de Phillips conocido por desarrollar un método de horno de aceite para producir negro de humo
- 1975 Otto Bayer: jefe del grupo de investigación de IG Farben que descubrió la poliadición para la síntesis de poliuretanos a partir de poliisocianato y poliol.
- 1976 Earl L. Warrick: pionero de Dow Corning en la química de elastómeros de silicona e inventor de Silly Putty
- 1977 James D. D'Ianni: científico de Goodyear destacado por sus contribuciones al desarrollo del caucho sintético.
- 1978 Frank Herzegh: inventor de Goodrich del primer neumático sin cámara exitoso y propietario de patentes de más de 100 inventos en el campo de la tecnología de neumáticos.
- 1979 Francis P. Baldwin: científico jefe de Exxon, destacado por su trabajo sobre modificaciones químicas de elastómeros de baja funcionalidad[11]

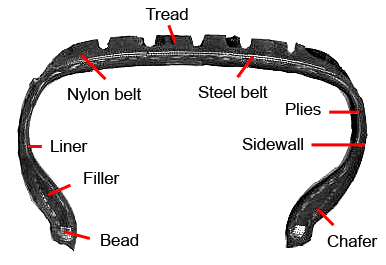
La tecnología de neumáticos ha avanzado mucho gracias a las contribuciones de los medallistas Lorin B. Sebrell, Ray P. Dinsmore, James D. D'Ianni, Frank Herzegh, Herman E. Schroeder, Jean-Marie Massoubre, Adel F. Halasa, Karl A. Grosch, Joseph Kuczkowski, Georg Bohm.

- 1980 Samuel E. Horne, Jr.: químico de Goodrich que polimerizó por primera vez poliisopreno sintético utilizando un catalizador Ziegler
- 1981 John D. Ferry - Profesor de química de la Universidad de Wisconsin-Madison destacado por ser coautor de la ecuación Williams-Landel-Ferry
- 1982 Adolf Schallamach: investigador de MRPRA que fue pionero en la comprensión de los mecanismos de tracción, abrasión y desgaste de los neumáticos.
- 1983 J. Reid Shelton – profesor de la Universidad Case Western conocido por sus contribuciones a la comprensión de la oxidación y los antioxidantes en el caucho, y por la aplicación de la espectroscopia láser- Raman al estudio de la vulcanización del azufre
- 1984 Herman E. Schroeder: director de I+D de DuPont y pionero en el desarrollo de elastómeros especiales y adhesión de cordones de neumáticos .
- 1985 Maurice Morton - Director inaugural del Instituto de Investigación del Caucho de la Universidad de Akron
- 1986 Leonard Mullins: director de investigación de MRPRA, quien describió por primera vez el efecto de las sobrecargas anteriores en la curva de tensión-deformación del caucho (es decir, el efecto Mullins )
- 1987 Norman R. Legge: investigador de Shell Oil Company y pionero de los elastómeros termoplásticos
- 1988 Herman F. Mark: facultad del Instituto Politécnico de Brooklyn conocido como el "padre de la ciencia de los polímeros" por sus primeros trabajos centrados en la estructura cristalina del caucho natural y otros polímeros.
- 1989 Jean-Marie Massoubre : investigador de Michelin asociado con el desarrollo temprano del neumático radial

La superposición tiempo-temperatura de la respuesta viscoelástica del caucho subyace en gran parte del comportamiento mecánico del caucho. Los medallistas de Goodyear que contribuyeron a comprender las propiedades mecánicas del caucho incluyen a: Melvin Mooney, Norman Bekkedahl, John D. Ferry, Samuel D. Gehman, Adolf Schallamach, Leonard Mullins, Alan N. Gent, Ronald S. Rivlin, Alan G. Thomas, Graham J. Lake, Robert F. Landel, Karl A. Grosch, Alan D. Roberts y C. Michael Roland.

- 1990 Alan N. Gent: profesor de la Universidad de Akron que contribuyó a comprender la física de adhesión y la fractura de polímeros gomosos, cristalinos y vítreos.
- 1991 Edwin J. Vandenberg - químico de Hercules Inc. conocido por el descubrimiento del polipropileno isotáctico y el desarrollo de catalizadores de tipo Ziegler
- 1992 Ronald S. Rivlin - MRPRA físico y desarrollador de la teoría de la elasticidad finita para elastómeros
- 1993 Leo Mandelkern - Profesor Distinguido de Química de la Universidad Estatal de Florida, pionero en la comprensión de la cristalización en polímeros
- 1994 Alan G. Thomas: físico de MRPRA y desarrollador de la teoría de la mecánica de fracturas para elastómeros
- 1995 Aubert Y. Coran - Investigador de Monsanto responsable de la invención del elastómero termoplástico Geolast
- 1996 Siegfried Wolff: científico de Degussa que reconoció por primera vez el potencial del uso de sílice en las bandas de rodadura de los neumáticos para reducir la resistencia a la rodadura.
- 1997 Adel F. Halasa: científico de Goodyear que desarrolló un caucho de terpolímero de estireno, isopreno y butadieno (SIBR) que se usó en el neumático Aquatred.
- 1998 Jean-Baptiste Donnet: pionero del CNRS en la química de superficies del negro de humo
- 1999 James E. Mark: pionero de la Universidad de Cincinnati en simulaciones informáticas de dinámica molecular de la elasticidad del caucho.

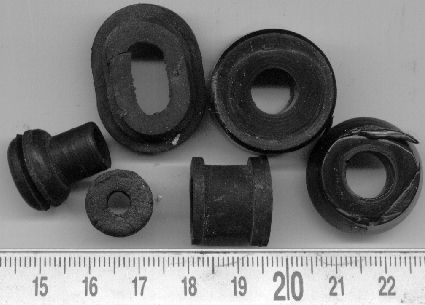
Los medallistas de Goodyear han contribuido a muchas aplicaciones de la tecnología del caucho que no son para neumáticos, entre ellas: John T. Blake, Joseph C. Patrick, Edward A. Murphy, Earl L. Warrick, Joseph P. Kennedy, C. Michael Roland, Judit Puskas.

- 2000 Jack L. Koenig: profesor de la Universidad Case Western Reserve, pionero en métodos espectroscópicos de caracterización de polímeros
- 2001 Yasuyuki Tanaka: profesor de la Universidad de Agricultura y Tecnología de Tokio, destacado por dilucidar la estructura molecular del caucho natural[12]
- 2003 Graham J. Lake: exjugador profesional de cricket y pionero de MRPRA en la comprensión del comportamiento de fatiga del caucho.
- 2006 Robert F. Landel - químico físico del Laboratorio de Propulsión a Chorro de Caltech destacado por ser coautor de la ecuación Williams-Landel-Ferry
- 2007 Karl A. Grosch: científico de Uniroyal que fue pionero en el estudio de la fricción y la abrasión en relación con la tracción y el desgaste de los neumáticos
- 2008 Joseph P. Kennedy: profesor de Ciencias de los polímeros de la Universidad de Akron e inventor del revestimiento polimérico tribloque de poliestireno-poliisobutileno-poliestireno en el stent liberador de fármacos Taxus
- 2009 James L. White: profesor de ingeniería de polímeros de la Universidad de Akron que desarrolló modelos numéricos del comportamiento reológico del caucho en máquinas mezcladoras continuas y por lotes
- 2010 Edward Kresge: científico jefe de polímeros de Exxon que desarrolló elastómeros EPDM de densidad de peso molecular a medida
- 2011 Joseph Kuczkowski: químico de Goodyear que dilucidó los mecanismos de la función antioxidante, lo que resultó en la comercialización de varios sistemas antioxidantes nuevos.
- 2012 C. Michael Roland: científico del Laboratorio de Investigación Naval reconocido por la protección contra explosiones e impactos con elastómeros y por diversas contribuciones a la ciencia de los elastómeros
- 2013 Russell A. Livigni: científico de Gencorp conocido por el descubrimiento y desarrollo de catalizadores a base de bario para la polimerización de butadieno y su copolimerización con estireno para dar cauchos de alta trans con bajo contenido de vinilo
- 2014 Alan D. Roberts: físico de TARRC destacado por sus contribuciones a la comprensión de la fricción y el contacto en elastómeros, en particular la ecuación JKR
- 2015 Sudhin Datta : científico de ExxonMobil Chemical destacado por el desarrollo de elastómeros a base de propileno Vistamaxx.
- 2016 Georg Bohm : científico de Bridgestone destacado por el desarrollo del precurado de elastómeros con haz de electrones
- 2017 Judit Puskas : científica de la Universidad Estatal de Ohio destacada como coinventora del polímero utilizado en el stent coronario de la marca Taxus[13]
- 2018 Eric Baer: profesor de la Universidad Case Western Reserve destacado por sus contribuciones a la comprensión de las poliolefinas elastoméricas y el endurecimiento del caucho de polímeros frágiles, y por fundar el Departamento de Ciencia e Ingeniería Macromolecular de la universidad.[14]
- 2019 Roderic Quirk : profesor de la Universidad de Akron destacado por sus contribuciones a la tecnología de polimerización aniónica que se utiliza para producir copolímeros de bloque y homo de butadieno, isopreno y estireno .[15]
- 2020 Nissim Calderon: investigador de Goodyear Tire & Rubber Company que primero demostró la metátesis de olefinas y luego la aplicó al desarrollo de nuevos elastómeros, copolímeros, terpolímeros, copolímeros alternos y oligómeros.[16]
- 2021 Joseph DeSimone: químico estadounidense, inventor, empresario y cofundador de Carbon, la empresa de fabricación en 3D que comercializó su tecnología de producción de interfaz líquida continua (CLIP).[17]
- 2022 Timothy B. Rhyne y Steven M. Cron: ingenieros de Michelin que inventaron y desarrollaron conjuntamente la tecnología de neumáticos no neumáticos para los neumáticos Tweel y Uptis.[18]